# Князев, Александр Михайлович (педагог)
Князев, Александр Михайлович (9 октября 1958, Горький/Нижний Новгород) —  психолог, педагог, доктор педагогических наук, специалист в области педагогической психологии, методологии и теории личности, психологии труда и профессионализма, психодиагностики и психокоррекции. Автор оригинальных разработок в области педагогики и психологии активно-игрового обучения, изучения личностно-профессиональных компетенций. Специалист по психологической экспертизе и диагностике. Разработчик диагностических комплексов и методолог диагностических систем on-line. Руководитель-методолог Экспертно-аналитического объединения Проф-Диалог, директор Института глобального образования и развития (Москва).

## Биография
Родился  9 октября 1958 года в городе Горький/Нижний Новгород.
В 1980 году окончил факультет эксплуатации самолётов и двигателей Иркутского высшего военного авиационного инженерного училища.
1980-1991 — проходил службу на должностях инженерно-технического и командного составов Военно-воздушных сил (ВВС) СССР. 
В период службы поступил и в 1989 году окончил заочно исторический факультет Горьковского \Нижегородского государственного университета с присвоением квалификации "историк, преподаватель истории и обществоведения".
В 1991 году поступил и в 1994 году окончил  педагогический  факультет Гуманитарной академии  Вооруженных сил  Российской Федерации по специальности «педагог, преподаватель педагогики».  В то же время, в 1991 году поступил и в 1994 году окончил  психологический  факультет Московского государственного социального института\университета по специальности «психолог, психолог-практик». 
После окончания с отличием этих двух вузов в 1994 году был назначен на должность начальника  лаборатории психолого-педагогического обеспечения деятельности в системе вновь созданной специальной государственной службы Российской Федерации.
В 1995 году поступил в заочную аспирантуру Исследовательского центра проблем качества подготовки специалистов при МИСиС   с прикреплением к кафедре Новых технологий активного обучения  Исследовательского центра (научный руководитель - заведующая кафедрой Борисова Наталья Владленовна).
В 1996 году защитил в Исследовательском центре  диссертацию на соискание учёной степени кандидата педагогических наук на тему "Деловые  игры в подготовке управленческих кадров".
С 2002 по 2007 годы,  как ведущий научный сотрудник (по совместительству)  сектора гуманизации образования Исследовательского центра, выполнил диссертационное исследование на тему "Акмеолого-педагогическая концепция воспитания гражданственности в системе российского образования» на соискание учёной степени доктора педагогических наук  под научным руководством  заведующей сектором гуманизации,  академиком РАО Зимней Ирины Алексеевны.
В 2007 году защитил диссертацию на соискание учёной степени доктора педагогических наук в Российской академии государственной службы при Президенте РФ.
С 2007 по 2014 годы  последовательно занимал должности  профессора кафедры акмеологии  и психологии профессиональной деятельности,  директора  Экспертно-консультационного центра,  директора Центра развития бизнеса  в Российской академии государственной службы при Президенте РФ.
С 2014 года по настоящее время руководитель-методолог коммерческих структур:  Международного института глобального образования и Экспертно-аналитического объединения "Проф-Диалог",  ориентированных на решение задач психолого-педагогического сопровождения подготовки и деятельности кадров: разработку современных онлайн методик и технологий определения и оценки личностно-профессиональных компетенций,  выявление и прогнозирование кадровых рисков,  определение направлений и реализации программ развития персонала, формирование проектных команд. 
Автор 12 монографий по проблемам активно-игрового обучения, психологического обеспечения подготовки кадров, формирования и развития личностно-профессиональных компетенций; более 100 методических пособий, научных и научно-популярных статей.
Президент Совета по оценке человеческого потенциала и карьеры Ассамблеи народов Евразии, член Комитета по труду и социальной политике Московской ассоциации предпринимателей, эксперт-консультант по вопросам развития бизнеса, бизнес-коуч премиум-уровня.
За достигнутые успехи в службе и эффективную работу по психолого-педагогическому обеспечению подготовки кадров награжден государственными и ведомственными наградами.

## Основные работы
- «Психологическое обеспечение подготовки кадров в вузе», 2001 год;
- «Активно-игровое обучение в подготовке военных кадров регулярной армии России», 2002 год;
- «Акме гражданственности», 2004 год;
- «Гражданственность личности», 2004 год;
- «Основы активно-игрового обучения», 2006 год;
- «Изучение личности в организации технологический подход», 2006 год;
- «Психологическое обеспечение подготовки кадров в системе высшего профессионального образования», 2006 год;
- «Системные деловые игры в образовании», 2006 год;
- «Воспитание гражданственности» в 2-х томах, 2007 год;
- «Акмеологические технологии активно-игрового обучения», 2007 год;
- «Режиссура и менеджмент активно-игровых технологий», 2008 год;
- «Мама, папа - я у вас есть!», 2010 год;
- «Гражданственность», 2014 год;
- «Технологии реализации гражданских прав», 2016 год.